# Ilam (district)

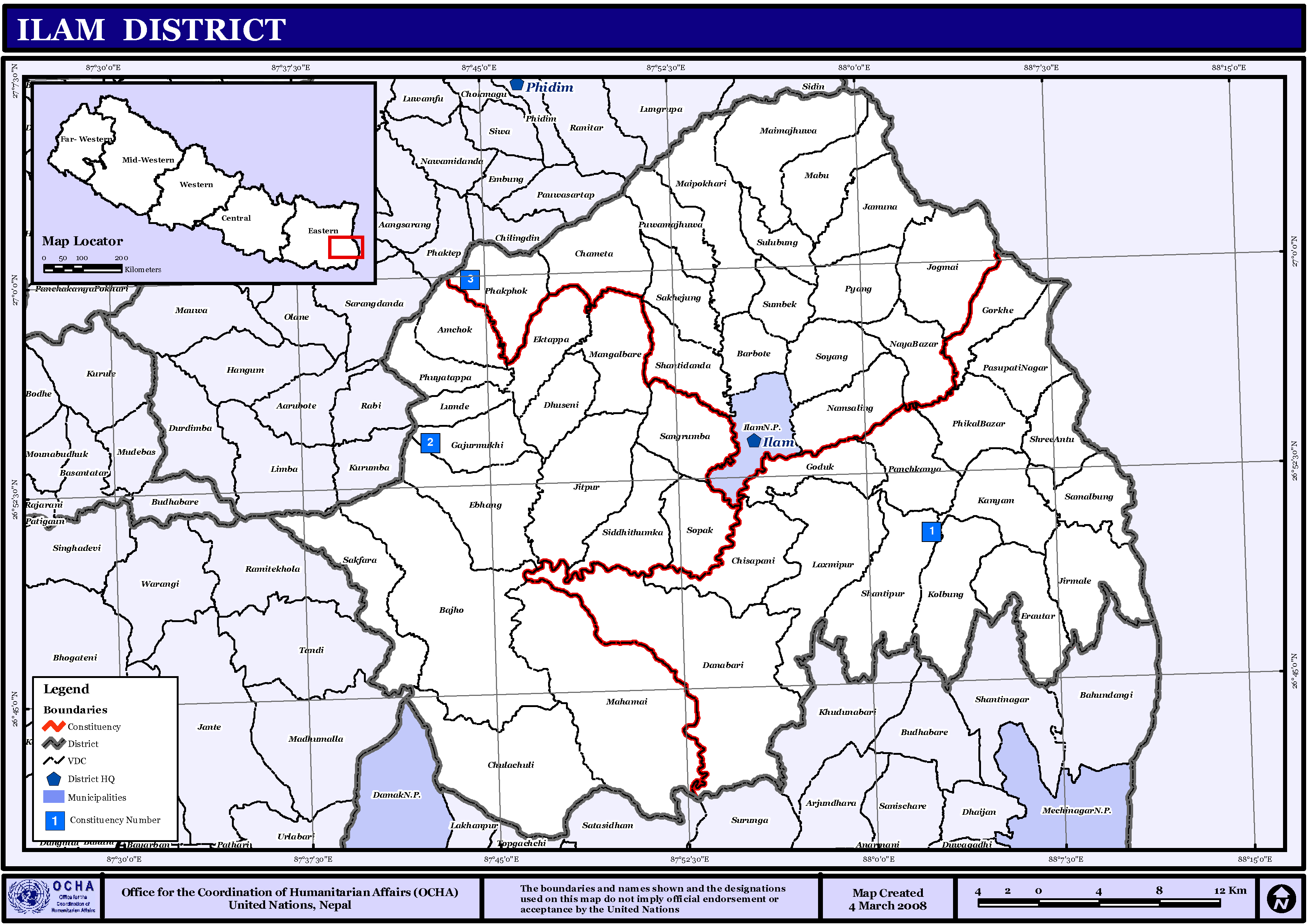
Kaart van Ilam

Ilam (Nepalees: इलाम) is een van de 75 districten van Nepal. Het district is gelegen in de bestuurlijke zone Mechi en de hoofdstad is Ilam.

## Stedenendorpscommissies[2][3]
- Stad: Nepalees: nagarpalika of N.P.; Engels: municipality;
- Dorpscommissie: Nepalees: panchayat; Engels: village development committee of VDC.

- Steden (1): Ilam.
- Dorpscommissies (48): Amchok • Bajho (of: Banjho) • Barbote • Chameta (of: Chamaita) • Chisapani • Chulachuli • Danabari • Dhuseni • Ebhang (of: Ibhang) • Ektappa • Erautar (of: Irautar) • Gajurmukhi • Goduk (of: Godak) • Gorkhe • Jamuna • Jirmale • Jitpur • Jogmai • Kanyam • Kolbung • Laxmipura (of: Laxmipur) • Lumbe (of: Lumde) • Mabu • Mahamai • Maimajhuwa • Maipokhari • Mangalbare • Namsaling • Naya Bazar (of: Nayabajar) • Panchakanya • Pashupatinagar (of: Pasupati Nagar) • Phakphok • Phikal Bazar (of: Phikkal Bajar, of Phikkal) • Phuyatappa • Puwamajwa (of: Puwamajhuwa) • Pyang • Sakfara (of: Sakhphara) • Sakhejung • Samalpung (of: Samalbung) • Sangrumba • Shanti Danda (of: Shantidanda) • Santipur (of: Shantipur) • Sri Antu (of: Shree Antu, of: Shriantu) • Siddhithumka • Sopak (of: Soyak) • Soyang • Sulubung • Sumbek.

Achham · 
Arghakhanchi · 
Baglung · 
Baitadi · 
Bajhang · 
Bajura · 
Banke · 
Bara · 
Bardiya · 
Bhaktapur · 
Bhojpur · 
Chitwan · 
Dadeldhura · 
Dailekh · 
Dang · 
Darchula · 
Dhading · 
Dhankuta · 
Dhanusa · 
Dolkha · 
Dolpa · 
Doti · 
Gorkha · 
Gulmi · 
Humla · 
Ilam · 
Jajarkot · 
Jhapa · 
Jumla · 
Kailali · 
Kalikot · 
Kanchanpur · 
Kapilvastu · 
Kaski · 
Kathmandu · 
Kavrepalanchok · 
Khotang · 
Lalitpur · 
Lamjung · 
Mahottari · 
Makwanpur · 
Manang · 
Morang · 
Mugu · 
Mustang · 
Myagdi · 
Nawalparasi · 
Nuwakot · 
Okhaldhunga · 
Palpa · 
Panchthar · 
Parbat · 
Parsa · 
Pyuthan · 
Ramechhap · 
Rasuwa · 
Rautahat · 
Rolpa · 
Rukum · 
Rupandehi · 
Salyan · 
Sankhuwasabha · 
Saptari · 
Sarlahi · 
Sindhuli · 
Sindhulpalchok · 
Siraha · 
Solukhumbu · 
Sunsari · 
Surkhet · 
Syangja · 
Tanahu · 
Taplejung · 
Terhathum · 
Udayapur